# 世界斯诺克巡回赛

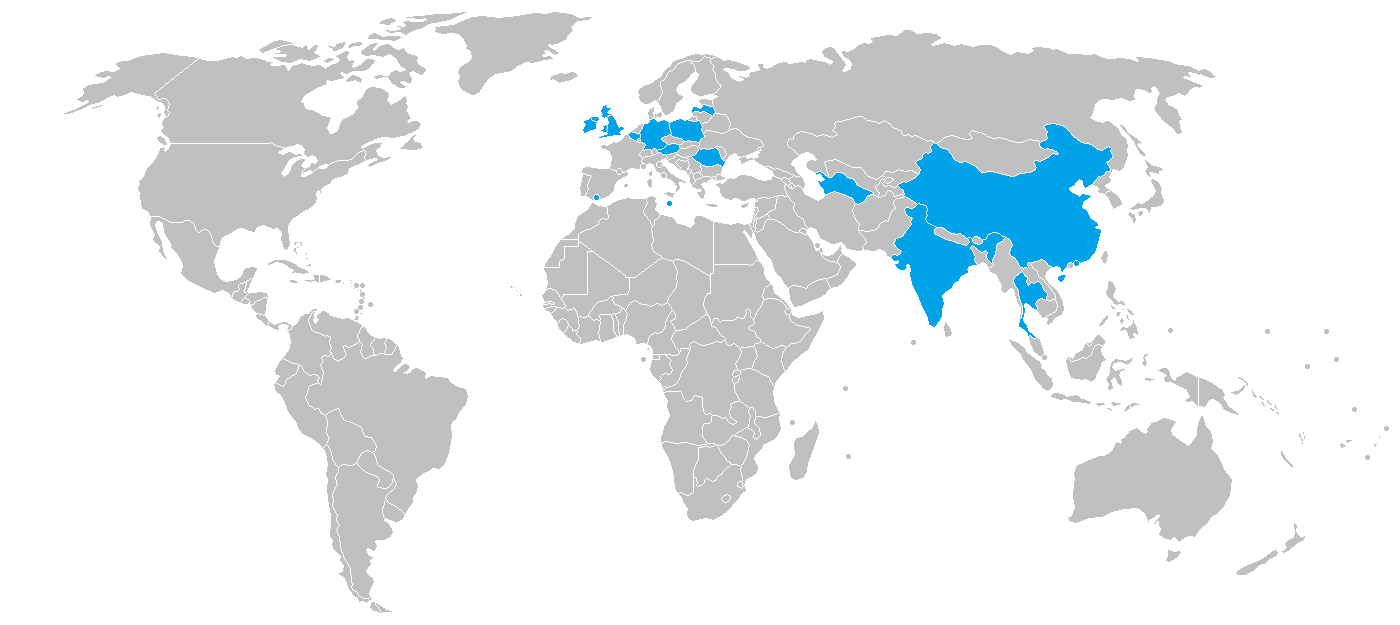
蓝色标注：2017/18年举办世界斯诺克巡回赛的国家和地区。

世界斯诺克巡回赛（英語：World Snooker Tour）是由世界职业台球与斯诺克协会（WPBSA）为其会员组织的斯诺克巡回赛，由世界斯诺克有限公司管理包含世界斯诺克巡回赛名称、商标、球员广告在内的等一系列事务。自2010年起，Matchroom体育实际控制世界斯诺克有限公司51%的股权，WPBSA持股26%。选手必须是协会会员，才能成为职业选手。

## 沿革
世界斯诺克巡回赛起源于20世纪70年代，当时WPBSA接手了职业斯诺克的比赛。尽管在1971年时，斯诺克巡回赛只有屈指可数的几场赛事，但十年后就已经增长到接近20场。斯诺克赛事进入现代，包括世界斯诺克锦标赛的赛制确定下来并沿用至今。
1991–92赛季起，巡回赛采用公开赛赛制，即任何选手均可报名参赛。由于人数过度膨胀，1997–98赛季起又改为两级别巡回赛，其中高级别的Main Tour人数有限；而低级别的赛事曾命名为英国巡回赛、挑战巡回赛，最终演变为今日的斯诺克Q Tour。

## 赛制
世界斯诺克巡回赛包括一系列的排名赛和邀请赛，前者计入世界排名积分而后者不计。所有具备巡回赛参赛资格的球员（详见#参赛资格一节）理论上都有机会参加排名赛，而邀请赛通常具有参赛门槛（多为赞助商要求），只邀请少数优秀球员参加。
排名赛通常有两个阶段，即资格赛和正赛，二者举办地点通常不同。正赛通常在大型场馆举行，以便观众进场观赛。晋级正赛的选手奖金也更高 。
历史最为悠久的三项赛事被称为斯诺克三大赛，即英国锦标赛、世界锦标赛和大师赛，其他赛事大多在英国本土举办，近年来也逐渐向欧洲、中国和中东地区发展。

### 赛制改革
传统上，球员们根据各自的世界排名列入赛事的不同轮次，而顶尖球员（通常为前16名）通常被列为种子选手，免于参加资格赛，而直接晋级正赛。但从2013–14赛季起，赛制改为“平行赛制”（flat format structure），即所有球员都要从第一轮打起。有些赛事也会为业余球员颁发参赛外卡。但英国锦标赛和世界锦标赛则保留原有的前16种子赛制，另外16个参赛名额由四轮资格赛决出。

## 参赛资格

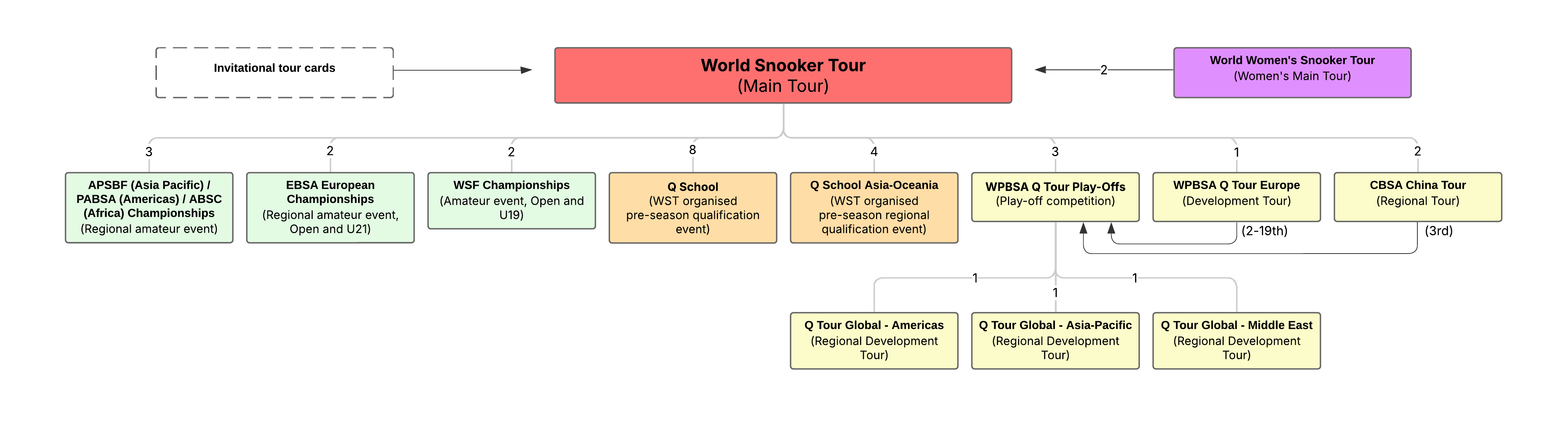
每个赛季前，新晋球员的来源：包括Q Tour、Q School、各类业余比赛冠军、女子斯诺克和特邀外卡

一名台球运动员如果想参加世界斯诺克巡回赛，首先需要获得职业资格（tour card）。当一个赛季结束时，世界排名靠前（通常是前64）的球员可获得下赛季的职业资格，而部分表现不佳、世界排名靠后的球员会失去下赛季的职业资格（即降级），由次级赛事中的优秀球员取而代之。WPBSA及其分支组织旗下有多项次级赛事可供球员参加，以获得职业资格。除因排名前64而获得下一个赛季的职业资格，以下途径获得的职业资格时长均为下两个赛季。

### Q School
Q School是WPBSA旗下为业余球员参加职业赛事而举办的资格赛，在上一个赛季结束后、下一个赛季开始前集中举行。比赛为公开赛制，任何人均可缴费报名参加（含在上一个赛季刚刚降级的球员），有十几个职业资格名额。未能在Q School获得职业资格的球员，将按照他们在Q School的表现列入替补名单，当职业赛事发生球员因故退赛时，名单上的业余球员可依次替补参赛。

### Q Tour
Q Tour（旧称英国巡回赛、挑战巡回赛，2021年改为现名）是世界斯诺克巡回赛之外的次级巡回赛，最早开始于1994–95赛季，期间多次停办。目前Q Tour包含欧洲、中东、亚太、美洲和中国职业斯诺克巡回赛（2024年纳入Q Tour）。欧洲排名最高和中国排名前二的球员可直接获得职业资格，此外还有24名球员分为三个小组参加全球季后赛，决出三个职业名额。

### 其他
自2014–15赛季，官方颁发特邀外卡给球员，这些外卡球员通常是历史上功勋卓著的元老球员，比如史蒂夫·戴维斯、史蒂芬·亨得利、詹姆斯·瓦塔纳、吉米·怀特、傅家俊和肯·达赫迪，一名外卡球员如果在赛季结束后进入前64名，将获得完全的职业资格。
打进世锦赛正赛，或单赛季排名前4的已降级球员，可重新获得职业资格；受WPBSA承认的、世界和洲际范围内业余比赛的冠军，可获得职业资格；世界女子斯诺克锦标赛冠军和世界女子斯诺克排名第一（如二者已获得资格，则按排名递补）可获得职业资格。